# 越南铁路D18E型柴油机车
D18E型柴油机车是越南铁路的电力传动米轨柴油机车车型之一，该型机车是根据越南与比利时之间的技术援助协定、利用比利时政府贷款采购的干线柴油机车，由布鲁日及尼韦尔铁路车辆公司（BN）、沙勒罗瓦电气器材公司（ACEC）、科克里尔-桑布尔（CKL）组成的“比利时内燃牵引联合体”设计制造。

## 开发背景
越南社会主义共和国和比利时王国于1973年正式建立外交关系。越南战争结束后，两国政府于1977年10月签订了关于经济、工业、技术合作的框架协议，当中包括比利时向越南提供贷款采购新型柴油机车，以协助越南修复经过多年战争破坏的铁路。1983年，由比利时生产的16台D18E型柴油机车交付越南铁路，机车的总体设计和总装由布鲁日及尼韦尔铁路车辆公司负责，电传动制造由沙勒罗瓦电气器材公司提供，而柴油机则采用科克里尔-桑布尔公司的产品。所有D18E型柴油机车均配属荣市机务段，主要担当南北铁路北段的货物列车牵引任务。

## 技术特点
D18E型柴油机车是干线客、货运两用的电力传动米轨柴油机车，采用单司机室、外走廊布置的车架承载式车体，机车上部从前到后分别为司机室、电气室、动力室、冷却室。司机室是一个由钢板焊接而成的箱型结构，司机室内前后两端的左侧各设有一个司机操纵台。电气室内设有各类控制电器和信号设备装置。动力室安装了一套柴油发电机组、主整流器、空气压缩机、前转向架牵引电动机通风机等设备。冷却室设有散热器、冷却风扇、分配齿轮箱、后转向架牵引电动机通风机等设备。机车下部设有两台三轴转向架，燃油箱和总风缸吊挂在主车架中部下方。
机车装用一台科克里尔公司的8TR 240CO型柴油机，这是一款四冲程、8气缸、直列式、涡轮增压的中速柴油机，气缸内径为241毫米，活塞冲程为305毫米，UIC标定功率为2000马力，装车功率为1800马力。主传动系统使用交—直流电传动装置，柴油机直接驱动一台三相交流同步发电机，牵引发电机发出的三相交流电经硅整流器整流为直流电后，向六台并联连接的直流牵引电动机供电。
机车走行部为两台可互换的三轴转向架。转向架采用“日”字形的钢板焊接构架，轴箱采用导框式定位结构。一系悬挂为轴箱顶端两个并列的油浴式螺旋弹簧组；二系悬挂为转向架构架上的四点支承式橡胶堆旁承；车体和构架之间装有横向油压减震器。基础制动装置采用单侧踏面制动，每个转向架均装有六个独立的单元制动器。牵引电动机采用轴悬式驱动方式，输出的扭矩通过一级减速齿轮传递给轮对。